# Аваре (естетична категорія)
Аваре́ (яп. 哀れ) — категорія середньовічної естетики, що домінувала в ІХ — ХІІ ст. в японській літературі та мистецтві й означала «прекрасне», «чарівне». Часто вживалася з відтінком смутку — «чарівний смуток», «сумна чарівність».